# 镇沅州
镇沅州，明朝时设置的州。

镇沅州在云南省的位置（1820年）

洪武三十五年（1402年）置，治所在今云南省镇沅彝族哈尼族拉祜族自治县按板镇。永乐中升为镇沅府。清朝乾隆二十五年（1760年）复为州，道光二十年（1840年）改为镇沅厅。